# 君がいなくちゃだめなんだ (映画)
『君がいなくちゃだめなんだ』（きみがいなくちゃだめなんだ）は、SEP/KURUWA制作による日本の映画作品。2015年3月28日にアニプレックスの配給により公開された。

## 概要
花澤香菜にとって初主演の実写映画。花澤扮する絵本作家の楓アンは新人賞を獲得したものの、スランプに陥っていた。飼い猫のペローを巡り物語は佳境へ入る。

## 登場人物
楓 アン（かえで あん）
花澤香菜、志村美空(幼少期)
本作の主人公の少女。新人賞を獲得したものの、続編は鳴かず飛ばずの状態の絵本作家。
トモエ
渡辺奈緒子
担当編集者
楓 光平（かえで みつひら）
小木茂光
アンの父で小説家

## スタッフ
- 監督 - ムラカミタツヤ
- 脚本 - 倉田健次
- 音楽 - 北川勝利
- 制作 - SEP/KURUWA
- 製作・配給 - アニプレックス

## 主題歌
「君がいなくちゃだめなんだ」
作詞 - 岩里祐穂 / 作曲・編曲 - 北川勝利 / 歌 - 花澤香菜